# 武井守正

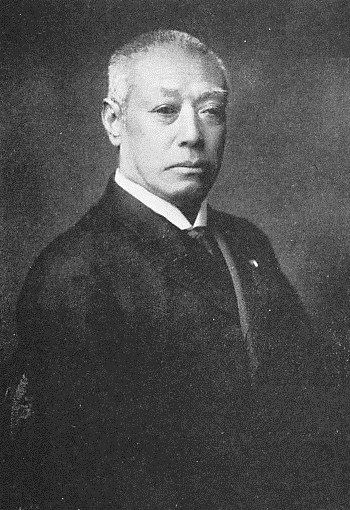
武井守正

武井 守正（たけい もりまさ、天保13年3月25日（1842年5月5日） - 1926年（大正15年）12月4日）は日本の武士（姫路藩士）、政治家、実業家。幼名寅三。鳥取県再置後第2代知事。男爵。作曲家武井守成の父。

## 経歴
播磨国飾東郡姫路（現姫路市）で姫路藩士・武井領八の二男として生まれた。藩校好古堂に学び安政4年（1857年）専業生に抜擢され、京都の宮原潜叟に儒学を、大坂の萩原広道に国学を学ぶ。
帰藩後好古堂授読を命ぜられたが、勤王派に加盟、国事に奔走。
1864年（元治元年）に脱藩を企てたことが露見して永牢の身となる。王政復古を受けて約5年後に釈放、自宅謹慎となる。その後、新政府に出仕。白石県権知事、平県権令などを歴任、内務省･農商務省各局長などを経て1888年（明治21年）10月鳥取県知事となり、1891年（明治24年）4月まで在任。明治25年（1892年）1月21日石川県知事に任命されたが、2月2日依願免官となる。明治24年（1891年）12月22日、貴族院勅選議員に任ぜられ、1923年（大正12年）7月12日、枢密顧問官に転じ、同月23日に貴族院議員を辞職した。
1893年（明治26年）から実業界に転じ帝国海上保険、日本商業銀行、明治商業銀行などを創立し役員となった。1907年（明治40年）男爵を授けられた。1909年（明治42年）11月21日、錦鶏間祗候に任じられた。

## 栄典
位階
- 1886年（明治19年）11月16日 - 正五位[7]
- 1890年（明治23年）7月11日 - 従四位[8]
- 1916年（大正5年）9月30日 - 従三位[9]

勲章等
- 1889年（明治22年）11月29日 - 大日本帝国憲法発布記念章[10]
- 1903年（明治36年）12月14日 - 旭日小綬章[11]
- 1907年（明治40年）9月23日 - 男爵[12]
- 1926年（大正15年）12月4日 - 帝都復興記念章[13]

## 系譜
武井家
```
　　
武井領八━━武井守正━━武井守成

```

- 父・武井領八 - 姫路藩士
- 妻・ふじ - 住友喜三郎長女[14]
- 次男・武井守成
- 娘・和（1877年生） - 牧野鑑造（早稲田大学教授）の妻[14]
- 娘・とし（1881年生） - 箕田長三郞の妻[15]。長三郞は、横浜市会議員、横浜七十四銀行副頭取も務めた横浜の大手美術商・箕田長次郞の子で家業を継いだ[16]
- 娘・みづゑ（1886年生） - 小幡酉吉の妻[14]
- 娘・富子（1904年生） - 女子学習院卒。北畠義郎の妻[14]

## その他
- 明治11年（1878年）竹橋事件を探知したのは有名。
- 鳥取県民に好感をもたれ、離任に際し県民の留任運動が起きている。
- 長年にわたって安田財閥の顧問的役割を務めた。1921年には安田善次郎の横死によってリーダー不在となった安田財閥に結城豊太郎（日銀大阪支店長）を送り込むことにも一役買った[17]。